# マーベル・テレビジョン
マーベル・テレビジョン（Marvel Television）は、マーベル・コミックのキャラクターをベースにした実写およびアニメーション（マーベル・アニメーション）のテレビ番組やDVD直販シリーズを担当するアメリカのテレビ制作会社であった。この部門は、系列のABCスタジオに拠点を置いていた。 また、20世紀フォックスと協力して、『レギオン』や『ギフテッド 新世代X-MEN誕生』といった「X-MEN」フランチャイズをベースにした番組を制作していた。同部門は2019年10月にマーベル・エンターテインメントからマーベル・スタジオに移管され、その2カ月後に後者に組み込まれた。マーベル・テレビジョンは現在、レーベルとして使用されている。